# Kwas szczawiooctowy
Kwas szczawiowooctowy – organiczny związek chemiczny z grupy dikarboksylowych ketokwasów, jeden ze składników zapoczątkowujących cykl kwasu cytrynowego – drugim jest acetylo-CoA.
Kwas szczawiowooctowy może być wytwarzany z kwasu pirogronowego dzięki zdolności asymilowania dwutlenku węgla przez tkanki zwierzęce. Reakcja jest katalizowana przez enzym karboksylazę pirogronianową występującą u większości zwierząt w mitochondriach wątroby:
C
3H
4O
3 + CO
2 → C
4H
4O
5
W organizmach żywych występuje w formie zjonizowanej jako szczawiooctan.